# Sidironero
Sidīronero (in greco Σιδηρόνερο?, in bulgaro: Osenitsa, Осеница) è una ex comunità della Grecia nella periferia della Macedonia orientale e Tracia di 239 abitanti secondo i dati del censimento 2021.
È stata soppressa a seguito della riforma amministrativa detta Programma Callicrate in vigore dal gennaio 2011 ed è ora compresa nel comune di Drama.